# Páramosiska
Páramosiska (Spinus spinescens) är en fågel i familjen finkar inom ordningen tättingar. Den förekommer i bergstrakter i norra Sydamerika. Beståndet anses vara livskraftigt.

## Utseende
Páramosiskan är en gulaktig fink med mattare gul färg än många andra siskor i sitt utbredningsområde. Hanen har svart hjässa och lysande gula vingfläckar. Honan liknar hanen i syd, men saknar den svarta hjässan i norr.

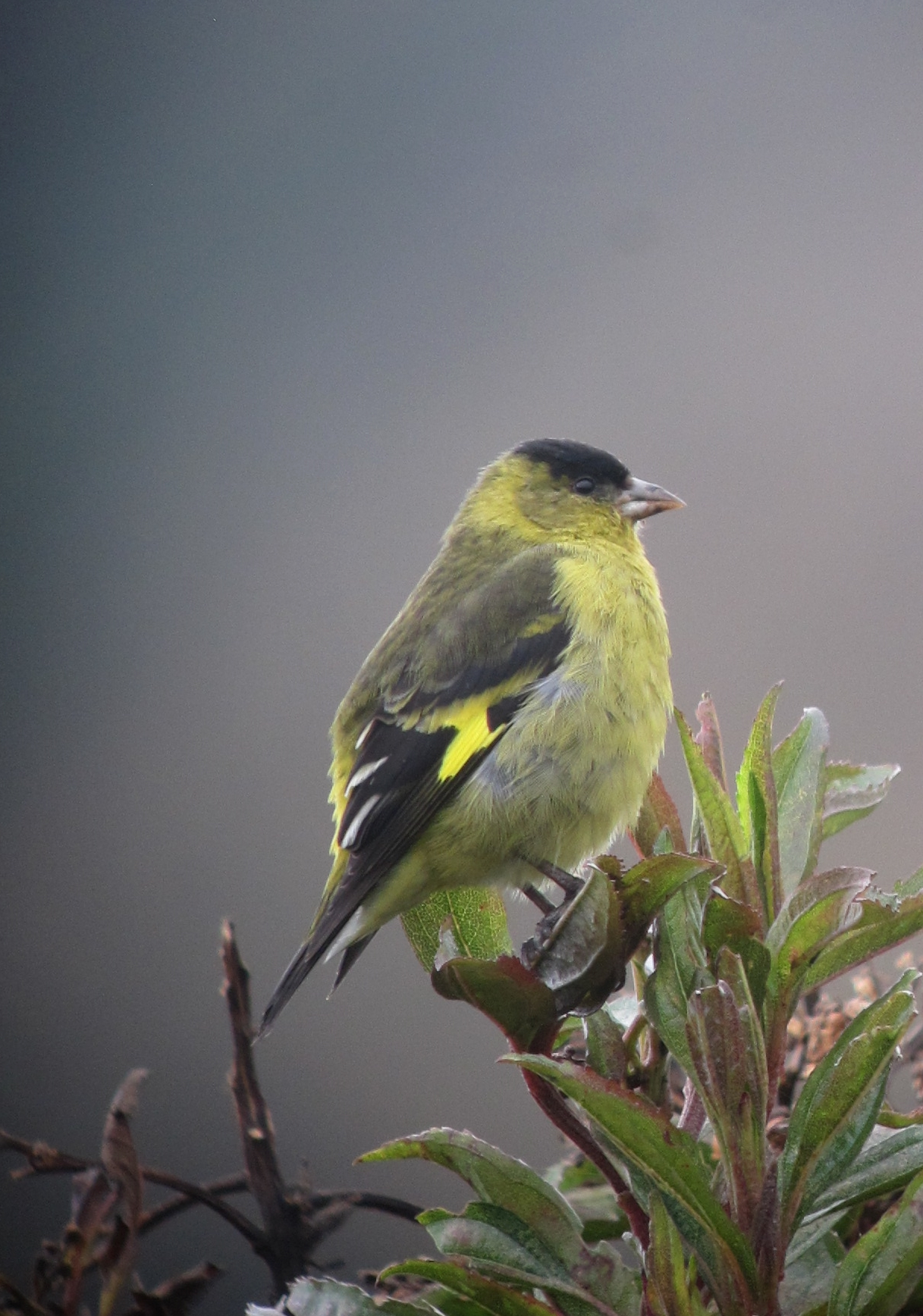

## Utbredning och systematik
Páramosiska förekommer i bergstrakter i nordvästra Sydamerika. Den delas upp i två underarter med följande utbredning:
- Spinus spinescens spinescens – förekommer i Anderna från Colombia till Venezuela och nordvästligaste Ecuador
- Spinus spinescens nigricauda – förekommer i tempererade centrala och västra Anderna i norra Colombia

### Släktestillhörighet
Páramosiskan placerades tidigare i det stora släktet Carduelis, men genetiska studier visar att det är kraftigt parafyletiskt och att typarten steglitsen snarare är närmare släkt med vissa arter i Serinus. Numera bryts därför páramosiska liksom övriga amerikanska siskor samt den europeiska och asiatiska grönsiskan ut ur Carduelis och placeras tillsammans med den asiatiska himalayasiskan (tidigare i Serinus) istället till släktet Spinus.

## Levnadssätt
Páramosiskan förekommer i bergstrakter från 1800 till 3700 meters höjd, ofta i blandflockar med kapuschongsiska. Den hittas i skogsbryn, buskmarker och páramo.

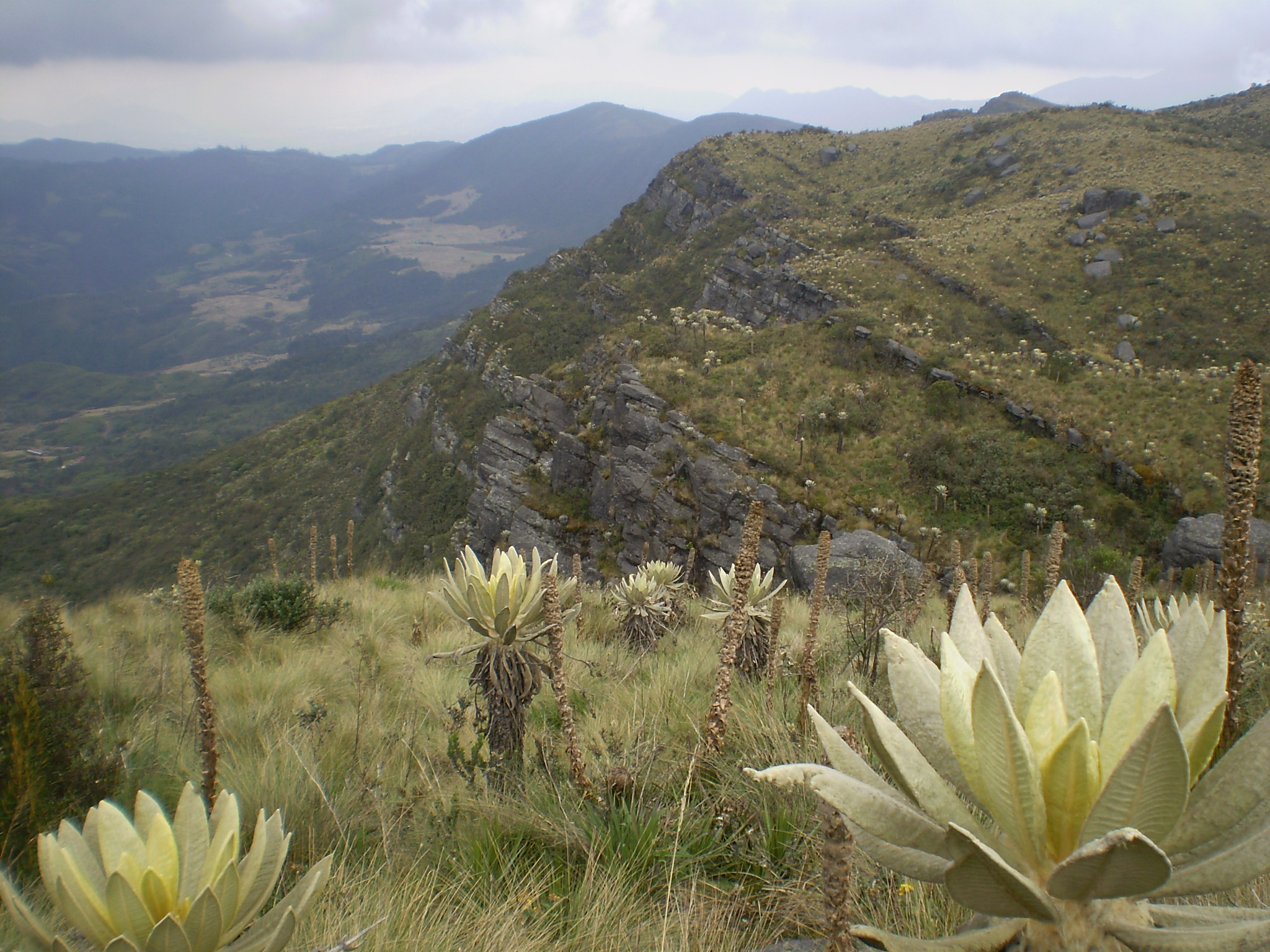
Fågeln har fått sitt namn av vegetationstypen páramo som hittas över trädgränsen i Anderna i norra Sydamerika och angränsande Centralamerika.

## Status
Arten har ett stort utbredningsområde och beståndet anses stabilt. Internationella naturvårdsunionen IUCN listar den därför som livskraftig (LC).

## Namn
Början av namnet kommer från vegetationstypen Páramo.